# Valgmenighed
Valgmenighed er den betegnelse, man bruger, når en gruppe medlemmer af folkekirken danner en særlig menighed på tværs af de klassiske sogneskel.
Valgmenigheder hører under folkekirken og skal som sådan godkendes af kirkeministeren. Kravet for godkendelse er, at mindst 50 personer, der har valgret til menighedsråd, skriver under på ansøgningen, og at en person, der er kvalificeret som præst i folkekirken, erklærer, at han ønsker at blive præst for valgmenigheden. Valgmenigheden skal selv afholde alle udgifter, inklusiv aflønning af præsten, men medlemmerne betaler til gengæld ikke kirkeskat. Valgmenigheder står i modsætning til frimenigheder under opsyn af biskop og provst.
Muligheden for at danne valgmenigheder indenfor folkekirken blev der åbnet for 15. maj 1868 med valgmenighedsloven, der er en del af den folkekirkelige frihedslovgivning. Tanken var at give folkekirkemedlemmer, der var utilfredse med lokale forhold, mulighed for at ansætte en egen præst frem for at træde ud af folkekirken og danne en frimenighed. I de første mange år var det primært grundtvigianere fra Foreningen af Grundtvigske valg- og frimenigheder, der benyttede sig af loven, men i de senere år - især i forbindelse med diskussionen om vielse af homoseksuelle i folkekirken - har også grupper med tilknytning til den karismatiske bevægelse og missionsbevægelserne oprettet valgmenigheder. I 1990 blev Århus Valgmenighed således oprettet af personer med baggrund i den karismatiske bevægelse, og i 1991 blev Fjellerup Valgmenighed oprettet af personer med tilknytning til Indre Mission.
I 2004 blev ELUVA ("Foreningen af Evangelisk-Lutherske Valgmenigheder i Danmark") stiftet med det formål at fremme fællesskabet mellem valgmenighederne i foreningen, at støtte og vejlede andre som overvejer at etablere en valgmenighed, samt at varetage medlemsmenighedernes interesser i forhold til folkekirken og kirkelige organisationer, foreninger og netværk. ELUVA blev nedlagt i 2012, og menighederne tilknyttet Evangelisk Luthersk Netværks menighedsnetværk i stedet.